# Alpha Lyncis
Alpha Lyncis (Elvashak, 40 Lyncis) é uma estrela na direção da Lynx. Possui uma ascensão reta de 09h 21m 03.46s e uma declinação de +34° 23′ 33.1″. Sua magnitude aparente é igual a 3.14. Considerando sua distância de 222 anos-luz em relação à Terra, sua magnitude absoluta é igual a −1.02. Pertence à classe espectral K7IIIvar.